# Bronisław Komorowski
Bronisław Maria Komorowski (phát âm tiếng Ba Lan: [brɔˈɲiswaf ˈmarja kɔmɔˈrɔfskʲi]; sinh ngày 4 tháng 6 năm 1952) là một chính trị gia và nhà sử học người Ba Lan, giữ chức vụ Tổng thống Ba Lan từ năm 2010 đến năm 2015. Khi Lech Kaczyński, người tiền nhiệm của ông, thiệt mạng trong một vụ tai nạn máy bay vào ngày 10 tháng 4 năm 2010, quyền hạn và nhiệm vụ của tổng thống tự động được chuyển sang cho ông vì lúc ấy ông đang giữ chức Chủ tịch Hạ viện Ba Lan. Chức vụ quyền Tổng thống của ông chỉ là tạm thời, và Komorowski vẫn còn trong vai trò Chủ tịch Quốc hội của mình, ít nhất là cho đến khi một cuộc bầu cử tổng thống có thể được tổ chức  Komorowski. cũng là ứng cử viên tổng thống của Platforma Obywatelska của chính phủ trong cuộc bầu cử đó, được tổ chức vào ngày 20 tháng 6 năm 2010.
Bronisław Komorowski sinh tại Oborniki Slaskie, con trai bá tước Leon Komorowski và Jadwiga, đây là gia đình quý tộc nhưng nghèo.
Từ năm 1957 đến năm 1959, ông sinh sống ở Jozefow gần Otwock. Từ năm 1959 đến năm 1966, ông học tiểu học ở Pruszkow. Năm 1966, ông chuyển đến Warszawa, tốt nghiệp trung học Cypria Kamil Norwil. Ông đã tham gia hội hướng đạo trong nhiều năm, tham gia Hội hướng đạo 75 ở Pruszkow.

## Quyền tổng thống Cộng hòa Ba Lan
Ông nhận chức vụ quyền tổng thống ngày 10 tháng 4 năm 2010 sau cái chết của Tổng thống Lech Kaczyński. Quyết định đầu tiên của ông ra lệnh bảy ngày quốc tang kể từ ngày 10 tháng 4. Theo Hiến pháp Ba Lan, Komorowski được yêu cầu xác định ngày cho cuộc bầu cử tổng thống kế tiếp trong vòng 14 ngày kể từ ngày giữ chức quyền tổng thống, ngày bầu cử tới sẽ diễn ra trong vòng 60 ngày kể từ ngày thông báo đó. Ngày 21 tháng 4, văn phòng của ông công bố rằng cuộc bầu cử sẽ được tổ chức vào ngày 20 tháng 6.
Do cái chết của chủ nhiệm Văn phòng Tổng thống Cộng hòa Ba Lan Władysław Stasiak, Komorowski chỉ định Jacek Michałowski giữ quyền chủ nhiệm. Do có nhiều vị trí trống vì vụ rơi máy bay ở Smolensk, người ta dự đoán sẽ có thêm nhiều quyết định bổ nhiệm quan chức nữa. Ngày 12 tháng 4, ông bổ nhiệm tướng nghỉ hưu Stanisław Koziej vào vị trí người đứng đầu Cục An ninh Quốc gia Ba Lan thay cho Aleksander Szczygło đã thiệt mạng.

## Tranh cử Tổng thống
Trong cuộc bầu cử Tổng thống mới ngày 20 tháng 6 năm 2010, ông Komorowski giành được 41,5% số phiếu, so với 36,5% của ông Jaroslaw Kaczynski - chủ tịch Đảng Luật pháp và Công lý và là anh em song sinh của Tổng thống quá cố Lech Kaczyński. Ông Komorowski giành chiến thắng tại các khu vực phía tây và bắc Ba Lan trong khi ông Kaczynski được sự ủng hộ của các khu vực nghèo hơn ở miền trung và đông. Do không ai giành được quá bán, cuộc bầu cử phải tiến hành vòng hai vào ngày 4 tháng 7 năm 2010.